# Clytra ovata
Clytra ovata — вид листоїдів з підродини клітрін. Зустрічається на Кіпрі, півдні Туреччини та Близькому Сході.